# Universal (Orchestral Manoeuvres in the Dark)
Universal è il decimo album in studio del gruppo musicale britannico Orchestral Manoeuvres in the Dark, pubblicato nel 1996.

## Tracce
Tutti i brani sono scritti da Andy McCluskey, tranne quando diversamente specificato.
1. "Universal" – 5:41
2. "Walking on the Milky Way" (McCluskey, Nigel Ipinson, Keith Small) – 4:38
3. "The Moon & the Sun" (McCluskey, Karl Bartos) – 3:37
4. "The Black Sea" (McCluskey, Stuart Kershaw) – 3:38
5. "Very Close to Far Away" (Paul Humphreys, McCluskey) – 5:45
6. "The Gospel of St Jude" – 2:23
7. "That Was Then" – 4:27
8. "Too Late" (McCluskey, Kershaw) – 4:09
9. "The Boy from the Chemist Is Here to See You" – 4:41
10. "If You're Still in Love with Me" (Humphreys, McCluskey, Kershaw) – 2:51
11. "New Head" (McCluskey, Simon Fung) – 5:01
12. "Victory Waltz" – 2:45

## Formazione
- Andy McCluskey – voce, tastiere, produzione, missaggio nelle tracce 8–9
- Matthew Vaughan – tastiere su tracce 1, 4, 8 e 10, chitarra nelle tracce 2, 3 e 5, pianoforte su traccia 3, basso nella traccia 9, produzione nelle tracce 1–7 e nelle tracce 10–12
- Breda Dunne – cori nelle tracce 1
- Phil Spalding – basso nelle tracce 1–3, traccia 5 e traccia 7, cori nella traccia 2
- Chuck Sabo – percussioni nelle tracce 1–3, traccia 5 e traccia 7–9
- Hannah Clive – cori nella traccia 2
- Carol Kenyon – cori nella traccia 5
- Richard Allen Singers – voce nella traccia 6, courtesy of Smithsonian Folkways Recordings
- Jimmy Taylor – chitarra nella traccia 7
- Maggie Keane – backing vocals nella traccia 8
- Anne Dudley – string arrangement nella traccia  10
- David Nicholas – produzione nelle tracce 1–7, e tracce 10–12, engineer, mix nelle tracce 2–10, e 12
- Gregg Jackman – mix nelle tracce 1, and 11
- Julie Gardner – engineer, assistant engineer
- Neil Tucker – assistant engineer

## Singoli
1. Walking On the Milky Way  2. Mathew Street (Andy McCluskey, Karl Bartos) 3. The New Dark Age
2. Walking On the Milky Way
3. Universal  2. Heaven Is (Live) 3. Messages (Live) 4. Universal (Album Version)
4. Universal